# كريس كاب
كريستيان كابريرزو (بالإنجليزية: Cristian Cabrerizo)‏ وإسمه المختصر كريس كاب (بالإنجليزية: Cris Cab)‏ وهو مغني وكاتب أغاني أمريكي ولد في يوم 21 يناير 1993 في مدينة ميامي (فلوريدا) في الولايات المتحدة من أشهر أغانيه هي Liar Liar من تسجيلات الجزيرة وألتي احتلت المراتب الأولى في الولايات المتحدة و المملكة المتحدة، أغانيه في البوب و السول، وله أغاني مع فاريل ومع مغنين آخرين.

## روابط خارجية
- كريس كاب على موقع ميوزك برينز (الإنجليزية)
- كريس كاب على موقع أول ميوزيك (الإنجليزية)
- كريس كاب على موقع ديسكوغز (الإنجليزية)